# Brandur Hendriksson
Pour les articles homonymes, voir Olsen.
Brandur Hendriksson Olsen, dit Brandur Hendriksson, né le 19 décembre 1995 à Skálavík aux îles Féroé, est un footballeur international féroïen, qui évolue au poste de milieu offensif.

## Biographie

### Carrière en club
Avec le FC Copenhague, Brandur Hendriksson dispute 3 matchs en Ligue Europa. Avec le FC Copenhague, il remporte une coupe du Danemark.

### Carrière internationale
Brandur Hendriksson compte 11 sélections et 2 buts avec l'équipe des îles Féroé depuis 2014,.
Il est convoqué pour la première fois en équipe des îles Féroé par le sélectionneur national Lars Olsen, pour un match des éliminatoires de l'Euro 2016 contre l'Irlande du Nord le 11 octobre 2014. Il entre à la 81e minute de la rencontre, à la place de Christian Holst. Le match se solde par une défaite 2-0 des Féroïens. 
Le 13 juin 2015, il inscrit son premier but en sélection contre la Grèce, lors d'un match des éliminatoires de l'Euro 2016. Le match se solde par une victoire 2-1 des Féroïens.

## Palmarès
- Avec le FC Copenhague
  - Vainqueur de la Coupe du Danemark en 2015

## Statistiques

### Statistiques en club
| Saison                | Club                  | Championnat           | Championnat | Championnat | Coupe(s) nationale(s) | Coupe(s) nationale(s) | Compétition(s) continentale(s) | Compétition(s) continentale(s) | Compétition(s) continentale(s) | Îles Féroé | Îles Féroé | Total | Total |
| Saison                | Club                  | Division              | M.          | B.          | M.                    | B.                    | Comp.                          | M.                             | B.                             | M.         | B.         | M.    | B.    |
| 2014-2015             | FC Copenhague         | Superligaen           | 7           | 2           | 4                     | 1                     | C3                             | 1                              | 0                              | 5          | 1          | 17    | 4     |
| 2015-2016             | FC Copenhague         | Superligaen           | 1           | 0           | 1                     | 0                     | C3                             | 2                              | 0                              | 3          | 0          | 7     | 0     |
| 2015-2016             | Vendsyssel FF (prêt)  | 1. Division           | 11          | 0           | -                     | -                     | -                              | -                              | -                              | 2          | 1          | 13    | 1     |
| 2016-2017             | Randers FC            | Superligaen           | 2           | 0           | -                     | -                     | -                              | -                              | -                              | 1          | 0          | 3     | 0     |
| Total sur la carrière | Total sur la carrière | Total sur la carrière | 21          | 2           | 5                     | 1                     | -                              | 3                              | 0                              | 11         | 2          | 40    | 5     |

### Buts en sélection
Le tableau suivant liste tous les buts inscrits par Brandur Hendriksson avec l'équipe des îles Féroé.